# Nemanja Nikolić
Nemanja Nikolić (Servisch: Немања Николић) (Senta, 31 december 1987) is een Hongaars-Servisch voormalig voetballer die doorgaans speelde als spits. Tussen 2006 en 2023 was hij actief voor Barcsi, Kaposvölgye, Kaposvári Rákóczi, Videoton, Legia Warschau, Chicago Fire, opnieuw Videoton, Pendikspor en AEK Larnaca. Nikolić maakte in 2013 zijn debuut in het Hongaars voetbalelftal en kwam uiteindelijk tot drieënveertig interlandoptredens.

## Clubcarrière
Nikolić speelde in zijn geboorteland Servië voor Senta. In 2006 maakte hij de overstap naar Barcsi, waar hij in één seizoen niet verder kwam dan drie goals in negentien duels. Bij zijn volgende club, Kaposvölgye, scoorde hij elf keer in veertien optredens. Anderhalf jaar verdedigde hij hierop de kleuren van Kaposvári Rákóczi, waar hij dertig keer wist doel te treffen in achtenveertig wedstrijden. Door deze prestaties verdiende hij een transfer van Videoton. Na zijn eerste halve seizoen kroonde de spits zich tot topscorer van de competitie. In juni 2015 verhuisde hij naar Legia Warschau. Na anderhalf seizoen verkaste de Hongaarse aanvaller opnieuw; nu ging hij spelen voor Chicago Fire. Begin 2020 keerde hij terug bij zijn oude club Videoton. Na tweeënhalf jaar vertrok de spits naar Pendikspor, wat net gepromoveerd was naar de 1. Lig. Hij vertrok hier vierenhalve maand later weer. Hierop tekende hij tot het einde van het seizoen bij AEK Larnaca. In juni 2023 besloot Nikolić op vijfendertigjarige leeftijd een punt te zetten achter zijn actieve loopbaan.

## Clubstatistieken
| Seizoen | Club              | Competitie           | Competitie | Competitie | Beker | Beker | Internationaal | Internationaal | Totaal | Totaal |
| Seizoen | Club              | Competitie           | Wed.       | Dlp.       | Wed.  | Dlp.  | Wed.           | Dlp.           | Wed.   | Dlp.   |
| ------- | ----------------- | -------------------- | ---------- | ---------- | ----- | ----- | -------------- | -------------- | ------ | ------ |
| 2006/07 | Barcsi            | Nemzeti Bajnokság II | 19         | 3          | 0     | 0     | —              | —              | 19     | 3      |
| 2007/08 | Kaposvölgye       | Nemzeti Bajnokság II | 14         | 11         | 0     | 0     | —              | —              | 14     | 11     |
| 2007/08 | Kaposvári Rákóczi | Nemzeti Bajnokság    | 12         | 4          | 9     | 4     | —              | —              | 21     | 8      |
| 2008/09 | Kaposvári Rákóczi | Nemzeti Bajnokság    | 22         | 16         | 8     | 8     | —              | —              | 30     | 24     |
| 2009/10 | Kaposvári Rákóczi | Nemzeti Bajnokság    | 15         | 10         | 3     | 1     | —              | —              | 18     | 11     |
| 2009/10 | Videoton          | Nemzeti Bajnokság    | 15         | 8          | 4     | 2     | —              | —              | 19     | 9      |
| 2010/11 | Videoton          | Nemzeti Bajnokság    | 24         | 8          | 9     | 5     | 2              | 0              | 35     | 13     |
| 2011/12 | Videoton          | Nemzeti Bajnokság    | 30         | 19         | 16    | 11    | 1              | 0              | 47     | 30     |
| 2012/13 | Videoton          | Nemzeti Bajnokság    | 27         | 13         | 12    | 10    | 12             | 4              | 51     | 27     |
| 2013/14 | Videoton          | Nemzeti Bajnokság    | 28         | 18         | 4     | 1     | 2              | 0              | 34     | 19     |
| 2014/15 | Videoton          | Nemzeti Bajnokság    | 25         | 21         | 0     | 0     | —              | —              | 25     | 21     |
| 2015/16 | Legia Warschau    | Ekstraklasa          | 37         | 28         | 7     | 6     | 10             | 2              | 54     | 36     |
| 2016/17 | Legia Warschau    | Ekstraklasa          | 19         | 13         | 1     | 1     | 11             | 6              | 31     | 20     |
| 2017    | Chicago Fire      | Major League Soccer  | 35         | 24         | 1     | 0     | —              | —              | 36     | 24     |
| 2018    | Chicago Fire      | Major League Soccer  | 31         | 15         | 4     | 4     | —              | —              | 35     | 19     |
| 2019    | Chicago Fire      | Major League Soccer  | 31         | 12         | 1     | 1     | —              | —              | 32     | 13     |
| 2019/20 | Videoton          | Nemzeti Bajnokság    | 14         | 5          | 5     | 1     | —              | —              | 19     | 6      |
| 2020/21 | Videoton          | Nemzeti Bajnokság    | 31         | 15         | 3     | 5     | 3              | 2              | 37     | 22     |
| 2021/22 | Videoton          | Nemzeti Bajnokság    | 30         | 10         | 2     | 4     | 2              | 0              | 34     | 14     |
| 2022/23 | Pendikspor        | 1. Lig               | 8          | 0          | 1     | 0     | —              | —              | 9      | 0      |
| 2022/23 | AEK Larnaca       | A Divizion           | 12         | 1          | 0     | 0     | 4              | 0              | 16     | 1      |
| Totaal  | Totaal            | Totaal               | 479        | 254        | 90    | 64    | 47             | 14             | 616    | 332    |

## Interlandcarrière
Nikolić mocht ook voor Servië uitkomen, maar koos ervoor om te spelen in het Hongaars voetbalelftal. Hij debuteerde op 11 oktober 2010, toen met 8-1 werd verloren van Nederland. De aanvaller mocht van bondscoach Sándor Egervári in de tweede helft invallen voor Krisztián Németh. Tijdens zijn tweede interlandduel, tegen Andorra (2–0 winst), maakte hij zijn eerste interlanddoelpunt. Met Hongarije nam Nikolić in juni 2016 deel aan het Europees kampioenschap voetbal 2016 in Frankrijk. Hongarije werd in de achtste finale uitgeschakeld door België (0–4), nadat het in de groepsfase als winnaar boven IJsland en Portugal was geëindigd. In juni 2021 werd Nikolić door bondscoach Marco Rossi opgenomen in de Hongaarse selectie voor het uitgestelde EK 2020. Op het toernooi werd Hongarije uitgeschakeld in de groepsfase na een nederlaag tegen Portugal (0–3) en gelijke spelen tegen Frankrijk (1–1) en Duitsland (2–2). Nikolić speelde mee tegen Frankrijk en Duitsland. Zijn toenmalige teamgenoten Visar Musliu (Noord-Macedonië), Loïc Nego, Attila Fiola en Bendegúz Bolla (allen eveneens Hongarije) waren ook actief op het EK.
| Interlands van Nemanja Nikolić voor Hongarije | Interlands van Nemanja Nikolić voor Hongarije | Interlands van Nemanja Nikolić voor Hongarije | Interlands van Nemanja Nikolić voor Hongarije | Interlands van Nemanja Nikolić voor Hongarije | Interlands van Nemanja Nikolić voor Hongarije |
| №                                             | Datum                                         | Wedstrijd                                     | Uitslag                                       | Competitie                                    | Goals                                         |
| Als speler bij Videoton                       | Als speler bij Videoton                       | Als speler bij Videoton                       | Als speler bij Videoton                       | Als speler bij Videoton                       | Als speler bij Videoton                       |
| --------------------------------------------- | --------------------------------------------- | --------------------------------------------- | --------------------------------------------- | --------------------------------------------- | --------------------------------------------- |
| 1                                             | 11 oktober 2013                               | Nederland – Hongarije                         | 8 – 1                                         | WK 2014 kwalificatie                          |                                               |
| 2                                             | 15 oktober 2013                               | Hongarije – Andorra                           | 2 – 0                                         | WK 2014 kwalificatie                          | 51'                                           |
| 3                                             | 5 maart 2014                                  | Hongarije – Finland                           | 1 – 2                                         | Vriendschappelijk                             |                                               |
| 4                                             | 22 mei 2014                                   | Hongarije – Denemarken                        | 2 – 2                                         | Vriendschappelijk                             |                                               |
| 5                                             | 7 juni 2014                                   | Hongarije – Kazachstan                        | 3 – 0                                         | Vriendschappelijk                             |                                               |
| 6                                             | 7 september 2014                              | Hongarije – Noord-Ierland                     | 1 – 2                                         | EK 2016 kwalificatie                          |                                               |
| 7                                             | 11 oktober 2014                               | Roemenië – Hongarije                          | 1 – 1                                         | EK 2016 kwalificatie                          |                                               |
| 8                                             | 14 oktober 2014                               | Faeröer – Hongarije                           | 0 – 1                                         | EK 2016 kwalificatie                          |                                               |
| 9                                             | 14 november 2014                              | Hongarije – Finland                           | 1 – 0                                         | EK 2016 kwalificatie                          |                                               |
| 10                                            | 18 november 2014                              | Hongarije – Rusland                           | 1 – 2                                         | Vriendschappelijk                             | 86'                                           |
| 11                                            | 29 maart 2015                                 | Hongarije – Griekenland                       | 0 – 0                                         | EK 2016 kwalificatie                          |                                               |
| 12                                            | 5 juni 2015                                   | Hongarije – Litouwen                          | 4 – 0                                         | Vriendschappelijk                             | 30'                                           |
| 13                                            | 13 juni 2015                                  | Finland – Hongarije                           | 0 – 1                                         | EK 2016 kwalificatie                          |                                               |
| Als speler bij Legia Warschau                 |                                               |                                               |                                               |                                               |                                               |
| 14                                            | 4 september 2015                              | Hongarije – Roemenië                          | 0 – 0                                         | EK 2016 kwalificatie                          |                                               |
| 15                                            | 8 oktober 2015                                | Hongarije – Faeröer                           | 2 – 1                                         | EK 2016 kwalificatie                          |                                               |
| 16                                            | 11 oktober 2015                               | Griekenland – Hongarije                       | 4 – 3                                         | EK 2016 kwalificatie                          |                                               |
| 17                                            | 26 maart 2016                                 | Hongarije – Kroatië                           | 1 – 1                                         | Vriendschappelijk                             |                                               |
| 18                                            | 20 mei 2016                                   | Hongarije – Ivoorkust                         | 0 – 0                                         | Vriendschappelijk                             |                                               |
| 19                                            | 18 juni 2016                                  | IJsland – Hongarije                           | 1 – 1                                         | EK 2016                                       |                                               |
| 20                                            | 26 juni 2016                                  | Hongarije – België                            | 0 – 4                                         | EK 2016                                       |                                               |
| 21                                            | 6 september 2016                              | Faeröer – Hongarije                           | 0 – 0                                         | WK 2018 kwalificatie                          |                                               |
| 22                                            | 7 oktober 2016                                | Hongarije – Zwitserland                       | 2 – 3                                         | WK 2018 kwalificatie                          |                                               |
| 23                                            | 10 oktober 2016                               | Letland – Hongarije                           | 0 – 2                                         | WK 2018 kwalificatie                          |                                               |
| Als speler bij Chicago Fire                   |                                               |                                               |                                               |                                               |                                               |
| 24                                            | 9 november 2017                               | Luxemburg – Hongarije                         | 2 – 1                                         | Vriendschappelijk                             | 18'                                           |
| 25                                            | 14 november 2017                              | Hongarije – Costa Rica                        | 1 – 0                                         | Vriendschappelijk                             | 37'                                           |
| 26                                            | 23 maart 2018                                 | Hongarije – Kazachstan                        | 2 – 3                                         | Vriendschappelijk                             |                                               |
| 27                                            | 27 maart 2018                                 | Hongarije – Schotland                         | 0 – 1                                         | Vriendschappelijk                             |                                               |
| 28                                            | 3 september 2020                              | Turkije – Hongarije                           | 0 – 1                                         | Nations League 2020/21                        |                                               |
| 29                                            | 6 september 2020                              | Hongarije – Rusland                           | 2 – 3                                         | Nations League 2020/21                        | 70'                                           |
| 30                                            | 8 oktober 2020                                | Bulgarije – Hongarije                         | 1 – 3                                         | EK 2020 kwalificatie                          | 75'                                           |
| 31                                            | 11 oktober 2020                               | Servië – Hongarije                            | 0 – 1                                         | Nations League 2020/21                        |                                               |
| 32                                            | 14 oktober 2020                               | Rusland – Hongarije                           | 0 – 0                                         | Nations League 2020/21                        |                                               |
| 33                                            | 12 november 2020                              | Hongarije – IJsland                           | 2 – 1                                         | EK 2020 kwalificatie                          |                                               |
| 34                                            | 15 november 2020                              | Hongarije – Servië                            | 1 – 1                                         | Nations League 2020/21                        |                                               |
| 35                                            | 18 november 2020                              | Hongarije – Turkije                           | 2 – 0                                         | Nations League 2020/21                        |                                               |
| 36                                            | 28 maart 2021                                 | San Marino – Hongarije                        | 0 – 3                                         | WK 2022 kwalificatie                          | 88'                                           |
| 37                                            | 31 maart 2021                                 | Andorra – Hongarije                           | 1 – 4                                         | WK 2022 kwalificatie                          |                                               |
| 38                                            | 4 juni 2021                                   | Hongarije – Cyprus                            | 1 – 0                                         | Vriendschappelijk                             |                                               |
| 39                                            | 19 juni 2021                                  | Hongarije – Frankrijk                         | 1 – 1                                         | EK 2020                                       |                                               |
| 40                                            | 23 juni 2021                                  | Duitsland – Hongarije                         | 2 – 2                                         | EK 2020                                       |                                               |
| 41                                            | 5 september 2021                              | Albanië – Hongarije                           | 1 – 0                                         | WK 2022 kwalificatie                          |                                               |
| 42                                            | 8 september 2021                              | Hongarije – Andorra                           | 2 – 1                                         | WK 2022 kwalificatie                          |                                               |
| 43                                            | 12 oktober 2021                               | Engeland – Hongarije                          | 1 – 1                                         | WK 2022 kwalificatie                          |                                               |

## Erelijst
| Competitie                    |          |                                                            |          |          |
| Competitie                    | Aantal   | Jaren                                                      |          |          |
| Videoton                      | Videoton | Videoton                                                   | Videoton | Videoton |
| ----------------------------- | -------- | ---------------------------------------------------------- | -------- | -------- |
| Nemzeti Bajnokság             | 2        | 2010/11, 2014/15                                           |          |          |
| Supercup                      | 2        | 2011, 2012                                                 |          |          |
| Legia Warschau                |          |                                                            |          |          |
| Ekstraklasa                   | 1        | 2015/16                                                    |          |          |
| Puchar Polski                 | 1        | 2015/16                                                    |          |          |
| Individueel                   |          |                                                            |          |          |
| Topscorer Nemzeti Bajnokság   | 3        | 2009/10 (18 goals), 2013/14 (18 goals), 2014/15 (21 goals) |          |          |
| Topscorer Ekstraklasa         | 1        | 2015/16 (28 goals)                                         |          |          |
| Topscorer Major League Soccer | 1        | 2017 (24 goals)                                            |          |          |